# Исчезновение Йозефа Менгеле
«Исчезновение Йозефа Менгеле» (нем. Das Verschwinden des Josef Mengele) — фильм российского режиссёра Кирилла Серебренникова с Аугустом Дилем в главной роли, рассказывающий о Йозефе Менгеле. Его премьера состоялась на Каннском кинофестивале 2025 года, картина получила неоднозначные отзывы критиков.

## Сюжет
Литературной основой сценария стал роман Оливье Гезе «Исчезновение Йозефа Менгеле», рассказывающий о том, как знаменитый медик-нацист, проводивший опыты на узниках Освенцима, скрывался от правосудия в Южной Америке. Эта история рассказана от лица самого Менгеле.

## В ролях
- Аугуст Диль — Йозеф Менгеле
- Макс Бретшнайдер — Рольф Менгеле
- Давид Руланд — Ханс Зедльмайер
- Дана Херфурт — Ирене Менгеле
- Бургхарт Клаусснер — отец Менгеле
- Родриго Коста Перейра

## Создание и оценки
О проекте впервые стало известно в октябре 2022 года. Главную роль в картине получил немецкий актёр Аугуст Диль, причём произошло это после долгого кастинга, проводившегося Кириллом Серебренниковым в Европе. Продюсерами стали Чарльз Жиллиберт из CG Cinema и Илья Стюарт из Hype Studios. Последний, по его словам, был поражён книгой Гезе. Он хотел, чтобы фильм «рассказал не просто мрачную историю, но историю, которая тревожащим образом стала универсальной и актуальной для современности». По словам Стюарта, «Исчезновение» должно было стать «исследованием корня и сущности зла, а также неизбежности его падения». Жиллиберт заявлял, что Серебренников «смог найти правильный ракурс, рассказав о метафизическом побеге человека, преследуемого своими преступлениями».
Съёмки картины начались в июне 2023 года. Они проходили в Уругвае, Бразилии и Мексике, а также в Германии. Премьера состоялась на Каннском кинофестивале 2025 года.
Обозреватель «АфишаDaily» Денис Виленкин увидел в фильме попытку эстетизации взглядов Менгеле на собственное прошлое, вызвавшую у критика отвращение. Тамара Ходова («Форбс») признала картину «визуально красивой», но для неё осталось непонятным, «что всем этим чёрно-белым великолепием хотел сказать режиссёр», учитывая, что главный герой не несёт наказание и ни в чём не раскаивается. По мнению Нины Ромодановской («ПрофиСинема»), позиция Серебренникова «абсолютно ясна. Он показывает, что зло не исчезает, даже после обнародования стольких преступлений против человечности, после Нюрнберга, — все равно остаются лазейки, соучастники, годы, даже десятилетия безнаказанности».
Джордан Минцер из The Hollywood Reporter охарактеризовал "Исчезновение Йозефа Менгеле" как эффектный триллер с выдающимися режиссурой и операторской работой. Сиддхант Адлаха (Variety) раскритиковал сценарий за бессвязность и неоправданные скачки во времени. Спорным оказалось решение Серебренникова включить в фильм расширенный цветной флэшбэк о том, как Менгеле пытает и убивает узников Освенцима: одни критики сочли его необходимым, другие отнеслись к нему как к ненужной демонстрации насилия, отвлекающей от основного сюжета.